# Meadow (Texas)
Meadow é uma cidade  localizada no estado norte-americano de Texas, no Condado de Terry.

## Demografia
Segundo o censo norte-americano de 2000, a sua população era de 658 habitantes.
Em 2006, foi estimada uma população de 629, um decréscimo de 29 (-4.4%).

## Geografia
De acordo com o United States Census Bureau tem uma área de
4,1 km², dos quais 4,1 km² cobertos por terra e 0,0 km² cobertos por água. Meadow localiza-se a aproximadamente 1016 m acima do nível do mar.

## Localidades na vizinhança
O diagrama seguinte representa as localidades num raio de 28 km ao redor de Meadow.